# Туулова
Туулова (ест. Tuulova), також Дулова, Туулва, Куусте — село в Естонії, входить до складу волості Меремяе, повіту Вирумаа.